# Somen

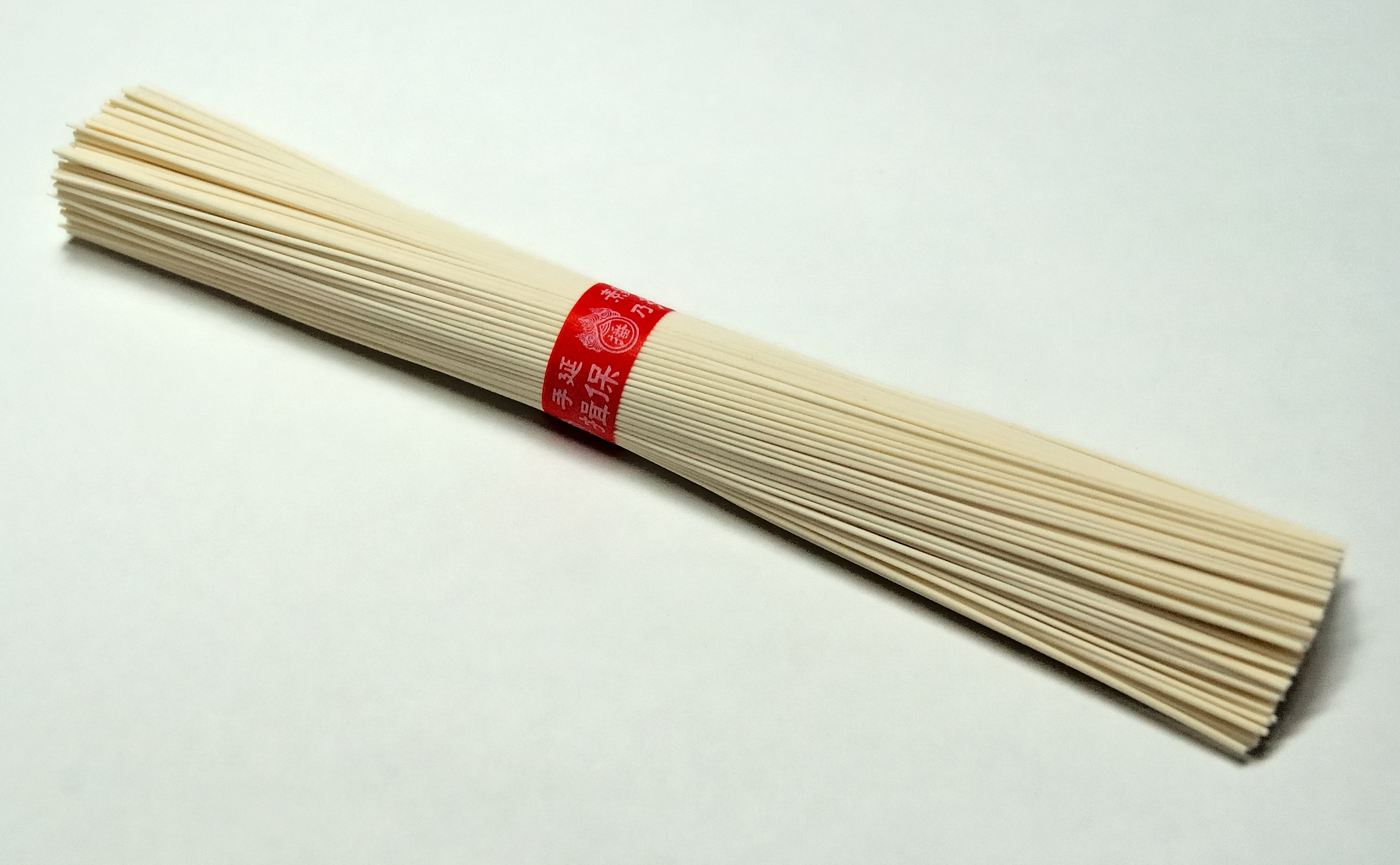
Somen

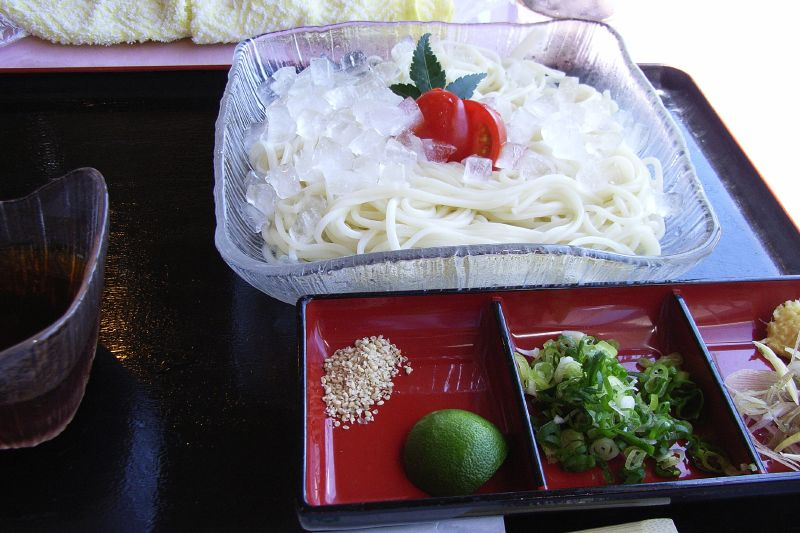

Sōmen (japanska: 素麺, そうめん) är mycket tunna (mindre än 1,3 mm i diameter), japanska nudlar av vete. Somen serveras oftast kalla med en mild buljong eller tsuyu vid sidan av som nudlarna kan doppas i. Vetenudlar som är lite tjockare kallas hiyamugi och ännu tjockare nudlar kallas udon. På sommaren äts iskyld somen som en populär svalkande rätt. Vissa restauranger serverar "flytande somen" där nudlarna placeras i en ränna med iskallt vatten. När nudlarna passerar gästen så plockar hon upp dem med sina ätpinnar och doppar dem i en skål med tsuyu. På lyxiga etablissemang kan somen placeras direkt i riktiga vattendrag och måltiden avnjuts i en naturskön vacker trädgård.